# Telmatobius yuracare
Telmatobius yuracare là một loài ếch trong họ Leptodactylidae. Chúng là loài đặc hữu của Bolivia.
Các môi trường sống tự nhiên của chúng là các khu rừng vùng núi ẩm nhiệt đới hoặc cận nhiệt đới, sông, và đầm nước ngọt. Loài này đang bị đe dọa do mất môi trường sống.